# 特內里費山脈
特内里费山脉(Montes Teneriffe)是月球正面北部的一座山脉，位于雨海的北部，所在区域坐标为北纬46.49-49.21°、西经10.6°-15.63°。山脉东北是柏拉图坑、西侧是直列山脉，东南是孤单的皮科山。
该山脉是由分散在直径112公里范围内的一系列单独的山丘组成，山丘本身只占该区域很小一部分。按照现代的观点，该山脉只是形成雨海盆地的撞击坑内壁的一部分，后来雨海盆地被熔岩淹没，只剩下一些内壁顶尖部分零散地矗立在盆地表面之上。特内里费山脉最高峰-"艾普西隆(ε)峰"高度只有2400米。此外，它的山体是由月壳下层的岩石所构成，因而可能含有较丰富的铁和钛。
按照使用地球名来命名月球山脉的传统，该山脉被以加那利群岛之一的特内里费岛命名。